# Pycnantha orchioides
Pycnantha orchioides är en enhjärtbladig växtart som beskrevs av Pierfelice Ravenna. Pycnantha orchioides ingår i släktet Pycnantha och familjen Pycnanthaceae. Inga underarter finns listade i Catalogue of Life.